# اليوم العالمي لمكافحة الصيد غير القانوني دون إبلاغ ودون تنظيم
اليوم العالمي لمكافحة الصيد غير القانوني دون إبلاغ ودون تنظيم (بالإنجليزية: International Day for the Fight against Illegal, Unreported and Unregulated Fishing)‏ هو حدث للأمم المتحدة، يُقام في 5 يونيو من كل عام، أقرته الجمعية العامة للأمم المتحدة في 5 ديسمبر 2017، تم الترويج لهذا الاقتراح من قبل الهيئة العامة لمصايد الأسماك في البحر الأبيض المتوسط التابعة لمنظمة الأغذية والزراعة في عام 2015، ويهدف إلى زيادة الوعي حول الآثار السلبية لممارسات الصيد الجائر وتعزيز استدامة الموارد المائية.

## وصلات خارجية
- الموقع الرسمي.